# Konjoder (montagne)
Pour les articles homonymes, voir Konjoder.
Le mont Konjoder (en serbe cyrillique : Коњодер) est un sommet des monts Zlatibor, un massif situé dans la région de Stari Vlah au sud-ouest de la Serbie. Il s'élève à une altitude de 1 337 m.